# بنر (ویرجینیا)
بنر (به انگلیسی: Banner) یک محدوده ثبت‌نشده در ایالات متحده آمریکا است که در شهرستان ویس، ویرجینیا واقع شده‌است.

## خصوصیات
بنر ۶۱۵٫۰۹ متر بالاتر از سطح دریا واقع شده‌است.